# Don Tiffany
Don „Tiff“ Tiffany ist ein Schauspieler.
Nach seiner ersten Rolle 1994 im Film Le fantasme de Bobo wurde er in den frühen 2000er Jahren hauptsächlich in US-amerikanischen Serien tätig, dabei spielte er – wenn auch immer nur sporadisch – in bekannten Serien wie etwa in Scrubs – Die Anfänger mit.
Seine erste größere Rolle in einem Film erhielt Tiffany 2004 in Ocean’s 12, als er eine Nebenrolle übernahm. Später folgten weitere Filme mit seiner Beteiligung, wie etwa Alvin und die Chipmunks.

## Filmografie

### Filme
- 1994: Le fantasme de Bobo
- 2004: Ocean’s 12 (Ocean’s Twelve)
- 2006: Backward Glances (TV)
- 2007: Alvin und die Chipmunks

### Serien
- 2002: Ally McBeal
- 2002: Angel – Jäger der Finsternis (Angel)
- 2002: Malcolm mittendrin (Malcolm in the Middle)
- 2002: Ein Witzbold namens Carey
- 2002: George Lopez
- 2002: Power Rangers Wild Force
- 2002: Frasier
- 2003: Scrubs – Die Anfänger (Scrubs)
- 2004: The District – Einsatz in Washington (The District)